# マドラス (企業)
マドラス株式会社（英: madras inc.）は、愛知県名古屋市中区と東京都台東区に本社を置く高級革靴メーカーである。高級紳士靴「madras」ブランドで知られる。

## 概要
1921年、革靴メーカーとして亜細亜製靴株式会社創業。1965年、イタリアのバレンチノ・マドラス社と技術提携を行い、1983年にはマドラス株式会社に商号を変更。1994年、バレンチノ・マドラス社より全世界におけるマドラスの商標権を譲り受ける。
社名の「マドラス」とは、1946年にイタリア人のバレンチノ・ピコロットが一人で設立したバレンチノ・マドラス社の名に由来する。
2021年、三代目 J SOUL BROTHERS from EXILE TRIBEのメンバーで現社長の実子である岩田剛典が、シューズブランド「NERD MIND」のクリエイティブディレクターに就任した。

## 沿革
- 1873年 - 名古屋市鉄砲町（現・中区栄3丁目）に岩田商店として創業し、1915年に合名会社岩田商店となる。代表、岩田武七（初代）。
- 1921年5月18日 - 米国グッドイヤー式製靴機械を輸入し、亜細亜製靴株式会社として瑞穂区豆田町5-2に設立し、機械製靴業に乗り出す[3]。
- 1965年 - バレンチノ・マドラス社（イタリア）と技術提携。
- 1983年 - 「マドラス株式会社」に商号を変更。
- 1987年 - アダムアンドイヴと提携。
- 1989年 - トラサルディ社（イタリア）と提携。
- 1993年 - テーン社（フランス）と提携。
- 1994年 - 全世界におけるマドラスの商標権をバレンチノ・マドラス社（イタリア）より譲受。
- 1998年 - ユーピーレノマ（フランス）と提携。
- 1999年 - ストーンフライ社（イタリア）と輸入独占販売契約を締結。
- 2000年 - マリオヴァレンティーノ社（イタリア）と提携。
- 2002年 - アラ社（ドイツ）と輸入独占販売契約を締結。
- 2003年 - エル社、株式会社寛齋スーパースタジオ、ダックス社（イギリス）と提携。
- 2005年 - アラン・ドロン社（フランス）と提携。
- 2006年 - カルバン・クライン社（アメリカ）と提携。
- 2009年8月3日 - ECサイト「madras shoe-style」をオープン。
- 2011年 - マドラスコーポレーション株式会社、マドラスインターナショナル株式会社、スポーツマドラス株式会社の3社を吸収合併。
- 2013年
  - 東京支店を東京本社に改称。
  - 8月29日 - 倒産したクラウン製靴株式会社（旧クラウン社）とスポンサー契約を締結。マドラスは7月31日に設立した全額出資子会社のクラウン製靴株式会社を譲受会社として靴事業のすべてを譲受[4]。
- 2021年
  - 3月26日 - 創業100周年を記念し、企業博物館「Museo de madras (ムゼオ・デ・マドラス)」を大口工場内に開設[5]。
  - 8月1日 - クラウン製靴株式会社を吸収合併[6]。

## 事業所
- 名古屋本社（愛知県名古屋市中区）
- 東京本社（東京都台東区）
- 西日本支店（大阪）（大阪府大阪市西区）
- 西日本支店（福岡）（福岡県福岡市博多区）
- 札幌支店（北海道札幌市北区）
- 本社工場（愛知県丹羽郡大口町）
- 一宮物流センター（愛知県一宮市）
- 直営店
  - マドラスショップ（愛知県名古屋市中区）
  - マドラスセレクトワールドシューズ（茨城県稲敷郡阿見町 あみプレミアム・アウトレット内）
  - マドラスグリーンレーベル（愛知県名古屋市西区 mozoワンダーシティ内）
  - マドラスウォーキング（愛知県名古屋市中区）
  - マドラスメンズセレクション（東京都中央区）

## 関連会社
- 岩田工機株式会社
- 犬山瓦斯株式会社
- 下呂温泉 湯之島館

## 提供番組
- 水曜グランドロマン（日本テレビ）
- とんねるずの生でダラダラいかせて!（日本テレビ）
- 木曜洋画劇場（テレビ東京）